# John Myles-Mills
Pour les articles homonymes, voir Myles et Mills.
John Myles-Mills (né le 19 avril 1966) est un athlète ghanéen spécialiste des courses de sprint. 

## Carrière
Deuxième du 200 mètres lors des Jeux africains de 1987, John Myles-Mills se distingue dès l'année suivante à Annaba en Algérie, en devenant champion d'Afrique du 100 mètres en 10 s 25, devant le Sénégalais Charles-Louis Seck. En 1989, il décroche la médaille d'argent du 60 mètres lors des Championnats du monde en salle de Budapest (6 s 59) où il s'incline face au Cubain Andrés Simón. 
Il participe à deux Jeux olympiques consécutifs, sur 100 m, 200 m et 4 x 100 m en 1988 et sur 100 m et 4 x 100 m en 1992, mais ne parvient pas à atteindre la finale. 

### Palmarès
| Date | Compétition                    | Lieu      | Résultat | Épreuve   |         |
| ---- | ------------------------------ | --------- | -------- | --------- | ------- |
| 1987 | Jeux africains                 | Nairobi   | 2e       | 200 m     |         |
| 1988 | Championnats d'Afrique         | Annaba    | 1er      | 100 m     |         |
| 1988 | Championnats d'Afrique         | Annaba    | 2e       | 4 x 100 m | 39 s 44 |
| 1989 | Championnats du monde en salle | Budapest  | 2e       | 60 m      |         |
| 1992 | Championnats d'Afrique         | Maurice   | 3e       | 200 m     |         |
| 1992 | Coupe du monde des nations     | La Havane | 3e       | 4 x 100 m |         |

### Records
| Épreuve | Performance | Lieu     | Date        |
| ------- | ----------- | -------- | ----------- |
| 60 m    | 6 s 58      | Budapest | 5 mars 1989 |
| 100 m   | 10 s 21     |          | 1988        |
| 200 m   | 20 s 69     |          | 1993        |